# Macabi tojolabalensis
Macabi tojolabalensis — викопний вид променеперих риб сучасної родини альбулевих (Albulidae), що існував у пізній крейді (75-80 млн років). Скам'янілий відбиток риби виявлено у кампанських відкладеннях у штаті Чіапас на південному сході Мексики.